# 24 horas (programa de televisión)
24 horas fue un programa informativo, ideado e inicialmente dirigido por el periodista Manuel Martín Ferrand y emitido por Televisión Española entre los años 1970 y 1973. 
A diferencia del clásico Telediario, este espacio pretendía un acercamiento a la noticia, en el que tuviese mayor cabida el análisis y, en la medida en que era posible bajo la dictadura franquista, la opinión.
Una de las polémicas más debatidas en el programa se produjo a consecuencia de unas declaraciones del director, Martín Ferrand, calificando a Gracia de Mónaco como Princesa de opereta, que cobra por asistir a las fiestas de sociedad. La decisión que finalmente le costaría el puesto a Martín Ferrand fue la de pedir un minuto de silencio en homenaje a los vietnamitas muertos por los bombardeos americanos. Sería fulminantemente cesado y relevado por Elena Martí.
A lo largo de sus cuatro años de emisión, 24 horas fue presentado por: 
- Manuel Martín Ferrand (1970-1971).
- Jesús Hermida (1970-1971).
- Jesús González Green (1970-1971).
- Elena Martí (1971-1972).
- Ramón Sánchez Ocaña (1971-1972)
- José María García (1971-1973) en los deportes.
- Tico Medina (1972-1973).

- Datos: Q5651723